# Novodinia novaezelandiae
Novodinia novaezelandiae is een achttienarmige zeester uit de familie Brisingidae.
De wetenschappelijke naam van de soort werd, als Odinia novaezelandiae, in 1962 gepubliceerd door Helen Shearburn Clark. De beschrijving is gebaseerd op één exemplaar van bij de Chathameilanden, 43°52'S, 175°20'O (N.Z. Oceanographic Institute, Wellington, Station No. C 618).